# Phare du Fort de Barra de Aveiro
Le phare du Fort de Barra de Aveiro est un phare situé dans la freguesia de Gafanha da Nazaré de la ville d'Ílhavo, dans le district d'Aveiro (Région Centre du Portugal).
Il est géré par l'autorité maritime nationale du Portugal à Oeiras (Grand Lisbonne).
Il se trouve dans l'enceinte du Fort de Barra de Aveiro (pt) classé comme Immeuble d'intérêt public, zone interdite au public.

## Histoire
La tour a été probablement construite au début du XIXe siècle, servant de guide aux bateaux entrant à Barra da Aveiro. Il n'y a aucune preuve qu'elle fut utilisée comme un feu de signalisation avant que ne soient installés les feux d'alignement entre 1967 et 1987.
C'est une tour conique de 19 mètres, avec galerie et dôme, peinte en blanc avec des bandes noires étroites. La lumière est émise depuis un mât pôle monté sur la galerie.
Identifiant : ARLHS : POR084 ; PT-096.45 - Amirauté : D2059.1.
|                            |
| Le Fort de Barra de Aveiro |

|          |
| Le phare |

### Lien connexe
- Liste des phares du Portugal